# Bojurka, Tărgoviște
Bojurka (în bulgară Божурка) este un sat în comuna Tărgoviște, regiunea Tărgoviște,  Bulgaria. 

## Demografie
Componența etnică a satului Bojurka
     Romi (4,49%)
     Turci (94,8%)
     Nicio identificare (0,69%)
     Altele (0%)
La recensământul din 2011, populația satului Bojurka era de 289 locuitori. Din punct de vedere etnic, majoritatea locuitorilor (94,8%) erau turci, cu o minoritate de romi (4,49%). Pentru 0,69% din locuitori nu este cunoscută apartenența etnică.